# 能見峠
能見峠（のうみとうげ）は、京都府京都市左京区内にある峠である。

## 概要
標高653mの京都府道110号上に位置する峠である。別名として久多峠（くたとうげ）とも呼ばれ、どちらも地名に由来する名前である。左京区内の広河原能見町と同区久多宮の町を隔てている。京都北山の北東の端に位置しており、豪雪地帯の為冬季通行止めとなる区間である。古来から久多と広河原を隔てていた歴史ある峠である。

## 道路状況
アスファルトで舗装された車両で通行できる峠である。2m以上の車幅の車両は進入禁止となっている。峠道は急坂であり、急カーブが連続している。

## 隣接する峠
- 佐々里峠